# Шелбајна (Мисури)
Шелбајна (енгл. Shelbina) град је у америчкој савезној држави Мисури.

## Демографија
По попису из 2010. године број становника је 1.704, што је 239 (-12,3%) становника мање него 2000. године.
| Група             | 2000.         | 2010.         |
| Белци             | 1.905 (98,0%) | 1.666 (97,8%) |
| Афроамериканци    | 15 (0,8%)     | 9 (0,5%)      |
| Азијати           | 0 (0,0%)      | 1 (0,1%)      |
| Хиспаноамериканци | 5 (0,3%)      | 18 (1,1%)     |
| Укупно            | 1.943         | 1.704         |